# Wang Ming-Sung
Wang Ming-Sung (18 de abril de 1969) es un deportista taiwanés que compitió en taekwondo. Ganó una medalla de plata en el Campeonato Asiático de Taekwondo de 1990 en la categoría de –54 kg.

## Palmarés internacional
| Representando a China Taipéi |                  |                  |           |
| Campeonato Asiático          |                  |                  |           |
| Año                          | Lugar            | Medalla          | Categoría |
| 1990                         | Taipéi ( Taiwán) | Medalla de plata | –54 kg    |